# Кігома
Кіго́ма (англ. Kigoma) — місто в Танзанії.
Місто Кігома розташоване на крайньому заході Танзанії, поблизу кордону з Бурунді, на північно-східному узбережжі озера Танганьїка і є адміністративним центром танзанійського регіону Кігома.
Чисельність населення міста становить 153 300 осіб (за даними на 2003 рік). Розташоване на висоті 775 метра над рівнем моря . У місті знаходиться резиденція католицького єпископа.
Кігома є кінцевим пунктом транстанзанійської залізниці, що бере початок на узбережжі Індійського океану в Дар-ес-Саламі, і простягнулася до озера Танганьїка, через столицю Танзанії, місто Додома. Порт Кігома на озері Танганьїка є одним з найбільших транспортних центрів Центральної Африки. Він з'єднаний поромними переправами з портами Замбії, Демократичної Республіки Конго та Бурунді. У місті знаходиться також велика верф. Залізниця, порт і верф Кігома були побудовані німецькими фахівцями до 1914 року, коли Кігома входила до складу Німецької Східної Африки.